# Bulbophyllum vexillarium
Bulbophyllum vexillarium là một loài phong lan thuộc chi Bulbophyllum.